# Jean-Baptiste Gobel
Jean-Baptiste Gobel (1. září 1727 v Thannu – 13. dubna 1794 v Paříži) byl francouzský politik a římskokatolický kněz a v letech 1791–1793 biskup pařížský (jako ústavní biskup).

## Životopis
Po studiích v Porrentruy a u jezuitů v Colmar studoval v roce 1743 v Římě. V roce 1750 byl vysvěcen na kněze. V roce 1771 se stal pomocným biskupem v Basileji. V roce 1789 byl zvolen jako zástupce duchovenstva do generálních stavů. Dne 3. ledna 1791 jako jeden z prvních kněží přísahal na občanskou ústavu duchovenstva. Jeho popularita byla tak velká, že byl zvolen do vícero biskupství. Vybral si pařížskou diecézi a vysvěcen byl 27. března 1791.
Byl aktivním členem klubu jakobínů a sám vystupoval jako antiklerikál (byl proti celibátu kněží). Jako stoupenec Jacquese Reného Héberta v souladu s antikřesťanskou politikou chtěl udělat dojem rezignací na post pařížského biskupa. Hébertův oponent Maximilien Robespierre se domníval, že Gobel je ateista, a že je politikou hébertistů ohrožen kult Nejvyšší Bytosti opozici a Gobel byl spolu s dalšími hébertisty odsouzen k smrti a sťat gilotinou 13. dubna 1794.